# Csarnóy Katalin
Csarnóy Katalin (Szolnok, 1948. december 26. –) Liszt Ferenc-díjas magyar balettművész, táncművész, a Halhatatlanok Társulatának örökös tagja.

## Életpályája
1967-ben szerzett diplomát az Állami Balettintézetben, majd az Operaház tagja lett. 1972-1982 között az intézmény magántáncosa. 1975–1982 között Maurice Béjart együttesének, A XX. Század Balettjének is vezető szólistája, 1983–1984-ben a madridi, 1984–1989 között a nyugat-berlini Operaházban vezető balerina volt. Párizsban telepedett le, balett tanítással foglalkozott.

## Főbb szerepei
- Diana (Seregi László: Sylvia);
- Fekete asszony (Seregi László: A cédrus);
- Kiválasztott lány (Béjart: Tavaszünnep);
- Zaréma (Zaharov: A bahcsiszeráji szökőkút);
- főszerep (Seregi László: Kamarazene No. 1.);
- főszerep (Lander: Etűdök);
- főszerep (Béjart: Ez lenne a halál?).

## Díjai
- Liszt Ferenc-díj (1975)
- A Halhatatlanok Társulatának örökös tagja (2024)[5]